# أحمد إبراهيم (موزع موسيقي)
أحمد إبراهيم من مواليد بورسعيد في 9 فبراير 1983، وهو موزع موسيقي، له عدة تعاونات مع فنانين عرب، منهم: محمد حماقي وأصالة وإليسا وشيرين عبد الوهاب وتامر حسني وعمرو دياب وأنغام وحسام حبيب ومحمد نور وفريق واما وحسين الجسمي ونانسي عجرم وفضل شاكر.

## الأعمال الفنية

### أغاني أفلام ومسلسلات
قدم العديد من الأغاني في مجال الأفلام وكانت أنجح الأغاني منها:
2006  واحد من الناس | لؤي | واحد من الناس
2007  مين فينا في الحياة | خالد عجاج |  خارج عن القانون
2007  بغير عليها | تامر حسني | عمر وسلمى 1
2008  المرايا | شيرين عبد الوهاب | أسف على الإزعاج
2008  الدادة دودي | ياسمين عبد العزيز |  الدادة دودي
2008  بوشكاش | محمد سعد | بوشكاش
2010  بالورقة والقلم | ريهام عبد الحكيم |  عسل أسود
2010  زهايمر | محمد حماقي | زهايمر
2012  نهدأ حبة | وائل جسار | الأنسة مامي
2014  وبعدين | تامر حسني | الحرب العالمية الثالثة
2015  تساهيل | أصاله فريق بساطة | أولاد رزق
أما عن المسسلات فقدم كثير من التترات البداية والنهاية ومنها:
2013  مشاعر | شيرين عبد الوهاب| حكاية حياة
2013  كله بتاع مصلحته | آدم |  تحت الأرض
2014  هموم جبلين | إبراهيم الحكمي | جبل الحلال
2015  مقسومة نصين | نانسي عجرم | حالة عشق
2015  بنتخلق | صابر الرباعي | ذهاب وعودة
2015  كابوس | آدم | كابوس
2016  شارع السما | حسين الجسمي | أبو عمر المصري
2017 الحب | أصاله | لا تطفئ الشمس
2018  بياعة ومتباعة | أنغام | ممنوع الاقتراب أو التصوير
2019  حدوتة مرة | أنغام | حدوتة مرة
من عام 2002 إلى عام 2019 تعاون أحمد مع العديد من الفانين وقدم العديد من الأغاني معهم من ضمنها:

#### إليسا
عكس اللي شايفينها من ألبوم سهرنا يا ليل
أنا وحيدة من ألبوم إلى كل اللي بيحبوني
عظيمة من ألبوم صاحبة رأي
شبه نسيتك من ألبوم صاحبة رأي
حبة اهتمام من ألبوم صاحبة رأي

#### شيرين عبد الوهاب
على بالي من ألبوم لازم أعيش
كلي ملكك من ألبوم أنا كتير
متحاسبنيش من ألبوم حبيت

#### تامر حسني
حاسس بخوف من ألبوم يا بنت الإيه
180 درجة من ألبوم 180 درجة
بغير عليها من ألبوم هاعيش حياتي

#### محمد حماقي
حاجه مستخبية من ألبوم من قلبي بغني

#### نانسي عجرم
راهنت عليك من ألبوم 8 لنانسي
حب زي الوتر من ألبوم حاسة بيك

#### أصالة
بعدك عني من ألبوم 60 دقيقة حياة
ملهمته الوحيدة من ألبوم 60 دقيقة حياة
شخصية عنيدة من ألبوم شخصية عنيدة
جابوا سيرته
حضرة الموقف
ولا داري

#### أنغام
حالة خاصة جدًا من ألبوم حالة خاصة جدًا
اتجاه واحد من ألبوم أحلام بريئة
ولا دبلت من ألبوم حالة خاصة جدًا
هتقول لربنا إيه من ألبوم حالة خاصة جدًا
بهاء سلطان
أنا مصمم

### أغاني إعلانات
محمد حماقي 500500 قدرين نعملها
أصالة تخيل بكره

## الجوائز والتكريمات
جوائز التي اختيار الموزع أحمد إبراهيم فيها:
لميدالية الفضية / جلوبال ميوزك اوردز
ترشيح أحمد إبراهيم لجائزة أفضل موزع موسيقى من "BAMA"

### وصلات خارجية
أحمد إبراهيم- من موقعه الشخصي